# Marilka Shlafer
Marilka Shlafer (Warschau, februari 1926 - Amstelveen, 18 november 2020) was een Joodse vrouw die aan de holocaust ontsnapte door verschillende malen van identiteit te wisselen. Ze had blauwe ogen, blond haar en een talent voor talen, wat ertoe heeft bijgedragen dat ze de oorlog overleefde.

## Biografie
Mala Rivka Kizel, zoals ze eigenlijk heette, was als zesde geboren in een groot niet-geassimileerd gezin van chassidische joden in Warschau. Mala sprak van huis uit Jiddisch en kwam bij toeval op een katholieke school waar ze Pools leerde. Ze liet er zich Marilka noemen om minder gepest te worden. In de oorlog kon ze als kind relatief makkelijk het getto van Warschau in en uit sluipen. Zo smokkelde ze voedsel naar haar familie in het getto. Toen een van de andere smokkelende kinderen buiten het getto door een Duitser werd gedood, vluchtte ze en dook onder op het platteland bij de familie Gmitruk, en overleefde zo, zonder te beseffen dat haar familie was uitgeroeid. Ook op het platteland ontkwam ze ternauwernood aan moordende Duitsers en antisemitische boeren. Op aanraden van de familie Gmitruk vroeg ze aan een priester een katholiek doopcertificaat; ze heette vanaf dat moment Janina Gmitruk. Nu als katholieke Pool meldde ze zich bij de Duitse bezetter in Lublin en werd voor dwangarbeid naar Bremen gestuurd. Ze belandde vervolgens in een suikerfabriek in Wolmirstedt. Ze werd verdacht toen ze in haar slaap Jiddisch mompelde, en werd in een strafkamp in Maagdenburg opgesloten, maar onderzoek leverde niet op dat ze Joods was. Ze wist aannemelijk te maken dat haar moeder Duits was en kreeg zo de typering staatloze van Duitse etniciteit in plaats van Poolse, wat haar meer vrijheden gaf. Daardoor was ze nu raciaal te superieur om als dwangarbeider te werk te worden gesteld. Ze kwam te werken in een Bierhaus, en noemde zich vanaf dat moment Anni. Ze werd er verliefd op een Duitse ingenieur die bij de Junkersfabriek werkte. Met een aanbevelingsbrief van haar werkgever ("Fleissig, pünktlich und Sauber") meldde ze zich op een kantoor van de Einwandererzentralstelle, een nazi-naturalisatiedienst. Na een test door een forum van 8 SS'ers werd besloten dat ze een Volksduitse was. Bij een bombardement op Maagdenburg werd het Bierhaus vernield, ze raakte het contact met haar vriend kwijt, en werd in een gezin van nazi’s te Zerbst ondergebracht. De man, Otto Möller, was een 56-jarige glasblazer die in een thermometerfabriekje werkte. Hij was getrouwd en had een dochter en twee zonen die in militaire dienst waren. De vrouw van Möller, Emma, troostte Anni wanneer dat nodig was. Later zou Mala zeggen dat ze "een heel lieve en warme vrouw" was. Mala veinsde dat ze vegetariër was zodat ze koosjer kon blijven eten. De verjaardag van Mala werd uitbundig gevierd en ze zag dat ze in dit gezin meer liefde kreeg dan destijds van haar eigen ouders. Maar meer dan de helft van de gasten op haar verjaardagsfeestje droeg wel een hakenkruis. En hoewel ze goed werd behandeld door de Möllers moest ze ook ervaren dat voor hen Hitler een halfgod was. Zij namen haar als verondersteld Volksduitse ook mee naar nazipropagandafilms die een onherkenbaar beeld van Joden gaven. Ze verbleef in Zerbst totdat de Amerikanen april 1945 het stadje innamen. Na de oorlog ging ze terug naar Warschau om daar te moeten ontdekken dat haar hele familie was vermoord. Ze ging naar een opvangcentrum voor Joden in Łódź en schreef zich in onder haar Joodse naam, Mala Rivka Kizel. Hier ontmoette ze haar latere echtgenoot Nathan Shlafer. Omdat het opvangcentrum leegliep vertrok Mala naar Wałbrzych. Mala en Nathan trouwden daar op 22 februari 1946. De pogrom van Kielce in juli 1946 was de start van de uittocht van Poolse holocaustoverlevenden. Mala en Nathan trokken via Tsjecho-Slowakije naar de kibboets Lanegev in Zettlitz in Duitsland. In november 1948 gingen ze in Marseille aan boord van een schip richting Israël. Ze gingen in Lod wonen. Nathan en Marilka kregen een zoon en een dochter. Toen haar man vanuit Israël werd uitgezonden om te werken bij El Al op Schiphol kwam ze naar Nederland en ging in Amstelveen wonen.
Pas achteraf drong de volle tragedie van de vernietigingskampen tot Mala door terwijl ze zelf onder een valse identiteit een relatief veilig leven had gehad in een nazigezin. Vanaf dat moment deelde ze haar eigen verhaal niet meer. Ze schreef het echter op in het memoire Zo heb ik de oorlog overleefd. Pieter van Os gebruikte dat samen met interviews en onderzoek op locatie voor haar biografie.
Marilka Shlafer overleed op 94-jarige leeftijd. Ze werd in Muiderberg begraven.